# Makers: Women Who Make America
Makers: Women Who Make America és un documental de 2013 sobre la lluita per la igualtat de les dones dels Estats Units durant les últimes cinc dècades del segle xx. La pel·lícula va ser narrada per Meryl Streep i distribuïda pel Public Broadcasting Service (PBS) com un documental de televisió en tres parts i tres hores el febrer de 2013. Makers inclou entrevistes amb dones de tots els estrats socials, des de polítiques com Hillary Clinton i estrelles de televisió com Ellen DeGeneres i Oprah Winfrey, fins a assistents de vol, mineres de carbó i treballadores de les companyies telefòniques.
El 2014, PBS va encarregar la segona temporada de Makers: Women Who Make America, una sèrie de sis episodis que ampliaria els temes del documental de 2013, com a continuació de l'associació més àmplia amb AOL. La sèrie es va estrenar el 30 de setembre de 2014. El tercer episodi de la segona temporada, "Dones a l'espai", s'ha traduït al català.